# Lion's Cup 1981 - Singolare
Il singolare del torneo di tennis Lion's Cup 1981, facente parte dei Tornei di tennis femminili indipendenti nel 1981, ha avuto come vincitrice Martina Navrátilová che ha battuto in finale Chris Evert con il punteggio di 6–3, 6–2.

## Tabellone

### Legenda
| - Q = Qualificato - WC = Wild card - LL = Lucky loser | - ALT = Alternate - SE = Special Exempt - PR = Protected Ranking | - w/o = Walkover - r = Ritirato - d = Squalificato |

|  | Semifinali          | Semifinali          | Semifinali          | Semifinali | Semifinali |  |  | Finale              | Finale              | Finale              | Finale | Finale |  |
|  |                     |                     |                     |            |            |  |  |                     |                     |                     |        |        |  |
|  | Chris Evert         | Chris Evert         | 5                   | 6          | 7          |  |  |                     |                     |                     |        |        |  |
|  | Hana Mandlíková     | Hana Mandlíková     | 7                   | 2          | 5          |  |  | Chris Evert         | Chris Evert         | Chris Evert         | 3      | 2      |  |
|  | Martina Navrátilová | Martina Navrátilová | Martina Navrátilová | 6          | 6          |  |  | Martina Navrátilová | Martina Navrátilová | Martina Navrátilová | 6      | 6      |  |
|  | Tracy Austin        | Tracy Austin        | Tracy Austin        | 3          | 4          |  |  |                     |                     |                     |        |        |  |